# Cieśń aorty

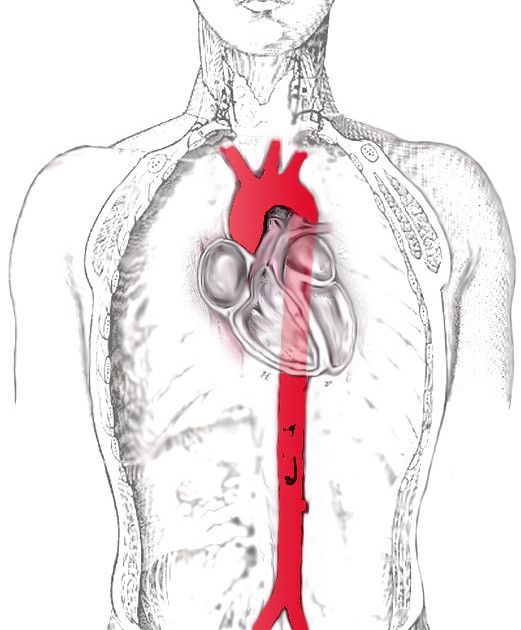
Lokalizacja aorty

Cieśń aorty (łac. isthmus aortae) – w anatomii człowieka zwężenie aorty między odejściem tętnicy podobojczykowej lewej a przyczepem więzadła tętniczego. Zmniejszenie światła naczynia wynika z pobliskiego odejścia trzech wielkich pni tętniczych: pnia ramienno-głowowego, tętnicy szyjnej wspólnej lewej i tętnicy podobojczykowej lewej, które przyjmują łącznie znaczną ilość krwi, rozprowadzając ją w kierunku kończyn górnych, szyi i głowy. 

## Odmiany
Cieśń bywa bardzo różnie ukształtowana; u płodu aorta poszerza się od razu po odejściu wyżej wymienionych gałęzi, gdyż wypełnia ją krew z przewodu tętniczego. U dorosłego człowieka początkowy odcinek aorty zstępującej może być praktycznie takiej samej średnicy, co łuk, lub wykazywać pewne zwężenie. W drugim wypadku często na dalszym odcinku występuje hemodynamicznie wywołane poszerzenie – wrzeciono aorty.
W wypadkach patologicznych cieśń jest nienormalnie wąska (por. koarktacja aorty), aż do całkowitego zamknięcia światła. Przypadłość tę tłumaczy się nadmierną ilością tkanki mięśniowej przewodu tętniczego w ścianie aorty. Równocześnie ze skurczem przewodu (po porodzie) kurczy się również tkanka w ścianie aorty, co prowadzi do jej zwężenia. Późniejsze jej stopniowe włóknienie zachowuje taki stan rzeczy. W mniej krytycznych przypadkach organizm potrafi skutecznie wytworzyć obszerny system krążenia obocznego, dzięki czemu nie dochodzi do niedotlenienia organizmu. 